# 분노의 처형자
《분노의 처형자》(Expect No Mercy)는 미국에서 제작된 제일 달렌 감독의 1995년 액션 영화이다. 빌리 블랭크스 등이 주연으로 출연하였고 자랄 메르히 등이 제작에 참여하였다.

## 출연

### 주연
- 빌리 블랭크스
- 자랄 메르히

### 조연
- 울프 라슨
- 로리 홀든

## 기타
- 미술: 자스나 스테파노빅
- 배역: 앤 스켓츨리
- Ass-PD: J. 스티븐 마운더